# Данжу
Данжу (фр. Dampjoux) насеље је и општина у источној Француској у региону Франш-Конте, у департману Ду која припада префектури Монбелијар.
По подацима из 2011. године у општини је живело 159 становника, а густина насељености је износила 68,83 становника/km². Општина се простире на површини од 2,31 km². Налази се на средњој надморској висини од 364 метара (максималној 680 m, а минималној 356 m).

## Демографија
| 1962. | 1968. | 1975. | 1982. | 1990. | 1999. | 2011. |
| ----- | ----- | ----- | ----- | ----- | ----- | ----- |
| 115   | 116   | 125   | 128   | 113   | 153   | 159   |

График промене броја становника у току последњих година